# Amy Johnson

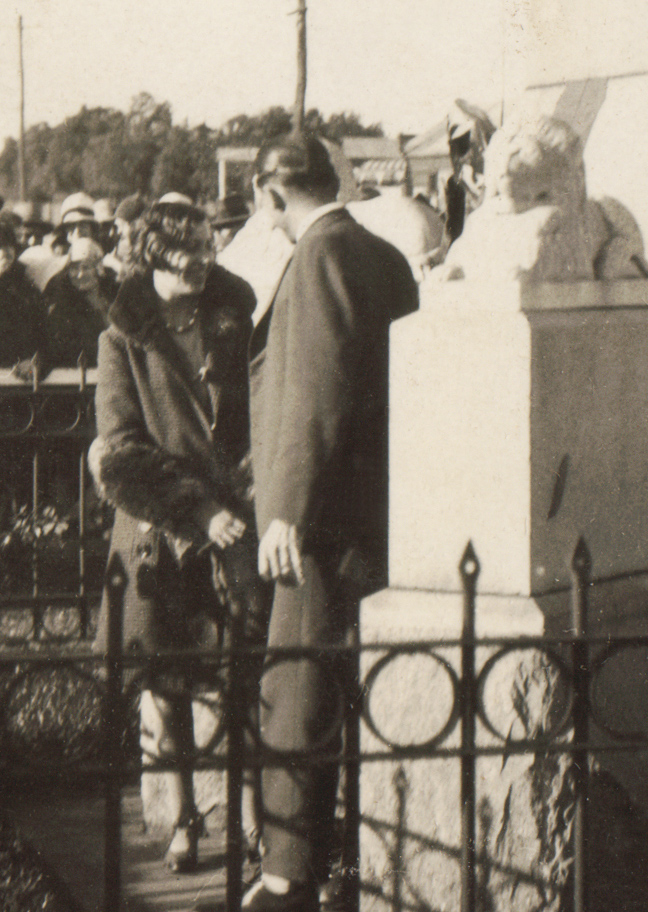
Amy Johnson

Amy Johnson (n. 1 iulie 1903, Hull, Anglia – d. 5 ianuarie 1941) a fost o aviatoare britanică.
Unul dintre cei mai importanți pionieri ai aviației, Amy Johnson, a arătat că femeile pot reuși într-o lume a bărbaților. În 1929, când a învățat să piloteze un avion, Amy Johnson a devenit una dintre primele femei-pilot din lume. Instructorul său de zbor i-a spus că nu va fi luată în serios ca pilot decât dacă va face ceva ieșit din comun, cum ar fi să zboare până în Australia. Astfel, în aprilie 1930, a pornit într-un zbor de 19 zile în jurul lumii. În ciuda vremii potrivnice, a problemelor mecanice și a aterizărilor forțate, a ajuns în Australia și, mai mult decât atât, a intrat în Cartea Recordurilor: pentru acest zbor și pentru multe altele, este cunoscută ca unul dintre cei mai mari aviatori din toate timpurile. 

## Zborul către Australia
Amy Johnson a parcurs cei 16.000 km dintre Londra și Australia în 19 zile, aterizând la Darwin pe 14 aprilie 1930. Pe drum, a fost nevoită să aterizeze în junglă, să treacă prin furtuni de nisip și să conducă un aparat de zbor deteriorat. 

## Mai târziu
Marele zbor a făcut din Amy Johnson o personalitate de talie mondială. Ziarul britanic Daily Mail i-a dat 10.000 de lire sterline pentru a pleca într-un turneu publicitar, pe parcusul căruia a ținut multe discursuri și a apărut în mass-media. S-au scris cântece despre ea și călătoria sa extraordinară. Toată atenția acordată precum și publicitatea au obosit-o, și, foarte curând, a suferit o depresie nervoasă.

## Date
- 1903: Se naște la Hull, Anglia.
- 1929: Învață să zboare la Clubul Aviatic din Londra. Zboară pentru prima dată neînsoțită și își ia diploma de inginer.
- 1930: Prima femeie care zboară singură din Anglia în Australia.
- 1933: Zboară de la est la vest, peste Atlantic, împreună cu James Mollison.
- 1936: Stabilește un nou record în zborul de întoarcere de la Cape Town la Londra.
- 1940: Se alătură forțelor armate în război, pilotând avioane de la fabrici către bazele aeriene.
- 1941: Moare în urma prăbușirii avionului în care se afla, în estuarul Tamisei.